# Žarna stanica

Žarna stanica, nematocit ili knidocit je vrsta stanice jedinstvena za koljeno Cnidaria (koralji, režnjaci, kubomeduze, obrubnjaci). Uz pomoć nematocita žarnjaci hvataju plijen i brane se od predatora. Unatoč tome što su morfološki jednostavni, neki bez skeleta i obično su sesilni, žarnjaci love ribe i rakove. Nematocita izbacuje strukturu koja sadrži toksin, iz karakterističnog organela koji se zove žarnica (knida ili nematocist). One su odgovorne za rane koje zadaju meduze.

## Struktura i proces
Svaka žarna stanica sadrži organel koji se zove žarnica i smještena je u kapsuli. Žarnica je građena od cjevčice žarnice (koja je smotana unutar kapsule) i bodežića, te su zatvoreni u kapsulu poklopcem. Dio stanice koji je orijentiran prema okolišu ima okidač koji se zove knidocil. Kada se okidač aktivira, poklopac se miče s kapsule, bodežić žarnice penetrira u ciljani organizam, a cjevčica žarnice se omota oko organizma. „Eksplozija“ žarne stanice je jedan od najbržih bioloških procesa. Potrebno je samo nekoliko mikrosekundi i može postići ubrzanje od oko 40 000 Gs. Poslije penetracije, toksični sadržaj žarne stanice je ubrizgan u ciljani organizam. Brzo djelovanje ubrizganih neurotoksina odmah paralizira mobilni plijen, te se na taj način omogućava sesilnom žarnjaku da ga pojede.

### Mehanizam eksplozije žarne stanice
U kapsuli žarne stanice pohranjena je velika koncentracija kalcijevih iona. Oni se otpuštaju iz kapsule u citoplazmu žarne stanice kada se okidač aktivira. To uzrokuje veliki koncentracijski gradijent kalcija kroz plazma membranu žarne stanice. Osmotski tlak koji nastaje uzrokuje brz ulazak vode u stanicu. Povećanje volumena vode u citoplazmi prisiljava smotanu cjevčicu žarnice da brzo izađe van. Smotana cjevčica žarnice je šuplja cijev koja postoji unutar stanice u posebnom stanju. Može se usporediti s gumenom rukavicom kojoj su samo prsti uvučeni unutar rukavice i pričvršćeni za dio rukavice koji odgovara zglobu ruke. Ako se u rukavicu upuše zrak, prsti rukavice će brzo izaći van i stvoriti rukavicu u koju se može staviti ruka. Tlak vode koja ulazi u žarnu stanicu tjera vodu u cjevčicu žarnice i na taj način se ona ispravlja dok izlazi iz stanice s dovoljno snage da ozlijedi plijen.

### Detekcija plijena
Žarna stanica je sposobna u nekim uvjetima samostalno eksplodirati, međutim to predstavlja nekoliko problema za žarnjaka. Prvo, mora izbjeći samoozlijeđivanje. Drugo, mora zamijeniti žarne stanice nakon njihove eksplozije, jer su to stanice za "jednokratnu uporabu", a to zahtijeva mnogo energije. Da bi se regulirala njihova ispaljivanja, žarne stanice su spojene u "baterije" žarnica. To su nakupine različitih tipova žarnih stanica spojene s potpornim stanicama i neuronima. Potporne stanice sadrže kemoreceptore, koji zajedno s mehanoreceptorima na žarnoj stanici (knidocil), jedino uz pravu kombinaciju podražaja, dopuštaju žarnoj stanici da eksplodira. Primjeri takvih podražaja su plijen koji pliva i kemijski spojevi koji se nalaze u kutikuli ili koži plijena. 

## Tipovi žarnica (nematocista)
Preko 30 tipova nematocista je pronađeno u ražličitim vrstama žarnjaka. Mogu se podijeliti u sljedeće grupe:
1. Penetrante: strukture slične harpunu i služe za penetriranje
2. Glutinante: ljepljive površine i služe da se zalijepe za plijen
3. Volvente: nit koja izgleda kao laso i mota se oko stanica na plijenu
4. Ptihociste: posebna vrsta nematocista pronađena kod određenih vrsta koralja, pomažu im da stvore cjevčice u kojima životinja živi

Ovisno o vrsti, jedna ili nekoliko tipova se mogu pojaviti istovremeno na organizmu.

## Toksičnost nematocista
Nematocisti su vrlo učinkovito oružje. Dokazano je da je jedna žarnica dovoljna da paralizira malog člankonošca (ličinka vrste Drosophilla melanogaster). Najsmrtonosnije žarne stanice (za ljude) pronađene su na tijelu kubomeduza. Jedna vrsta iz ove porodice, morska osa (Chironex fleckeri) se prema tvrdnjama Instituta za morske znanosti iz Australije (Australian Institute of Marine Science) smatra najotrovnijom poznatom morskom životinjom. Uzrokuje užasne bolove kod ljudi,koji često rezultiraju smrću, ponekad unutar dvije do tri minute od nanošenja ozljede. Vjerojatnost preživljavanja, ako dođe do ozljede dok se usamljeno pliva, je praktički nikakva. Ostali žarnjaci, kao što su meduza Cyanea capillata ili obrubnjak Physalia physalis mogu uzrokovati izrazito bolne i ponekad fatalne ozljede. S druge strane, morske vlasulje vjerojatno izazivaju najslabije ozljede, zahvaljujući nemogućnosti nematocista da penetriraju kroz kožu. Osim za prehranu i obranu, kolonije morskih vlasulja koriste knidocite u međusobnoj borbi da bi osvojile što više prostora.
Otrov iz životinja kao što su žarnjaci, škorpioni i pauci može biti specifičan za vrstu. Substanca koja je slabo toksična za ljude ili druge sisavce može biti jako toksična za prirodni plijen (ili predatore) otrovne životinje. Takve specifičnosti se koriste da bi se stvorili novi lijekovi i bioinsekticidi.
Životinje iz koljena Ctenophora (rebraši) su prozirne i izgledaju kao meduze, no nemaju žarne stanice i bezopasne su za ljude.

## Ostali projekti
|  | Zajednički poslužitelj ima još gradiva o temi Žarnjaci |
|  | Wikivrste imaju podatke o taksonu Žarnjacima           |